# Rhinoceros
A Rhinoceros az emlősök (Mammalia) osztályának páratlanujjú patások (Perissodactyla) rendjébe, ezen belül az orrszarvúfélék (Rhinocerotidae) családjába tartozó nem.

## Rendszerezés
A Rhinoceros nembe az alábbi fajok tartoztak, ill. tartoznak, mivel 2 faj recens:
- †Rhinoceros aurelianensis
- †Rhinoceros mercki
- †Rhinoceros pachygnathus
- †Rhinoceros paleindicus
- †Rhinoceros philippinensis
- †Rhinoceros platyrhinus
- †Rhinoceros sinensis
- †Rhinoceros sivalensis
- jávai orrszarvú (Rhinoceros sondaicus)
- indiai orrszarvú (Rhinoceros unicornis) - típusfaj

## Rokonok
A Rhinoceros-nem legközelebbi rokonai a miocén kori Gaindatherium-fajok.

## Képek

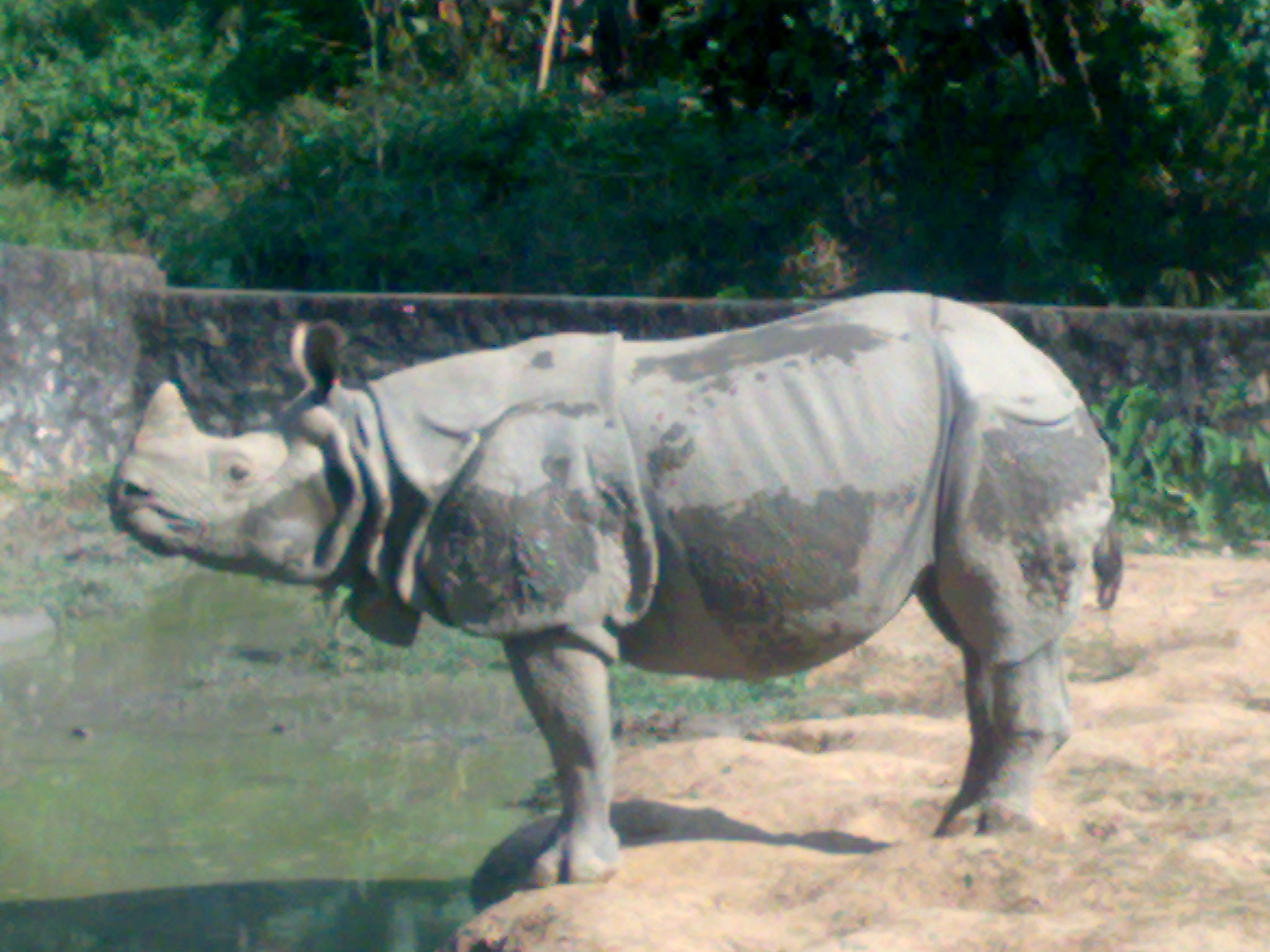
Indiai orrszarvú az asszámi állatkertben
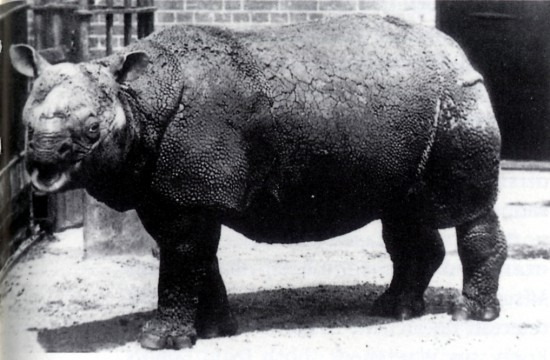
Jávai orrszarvú a londoni állatkertben; 1874-1885 között
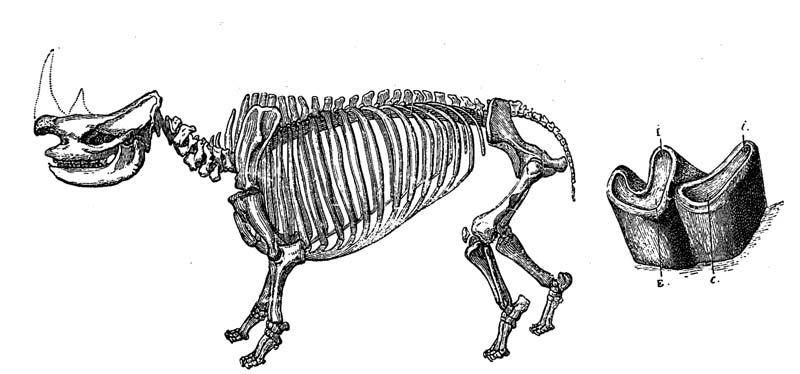
Rajz a Rhinoceros pachygnatus csontvázáról és a fogáról